# Ceinture de Vénus (astronomie)

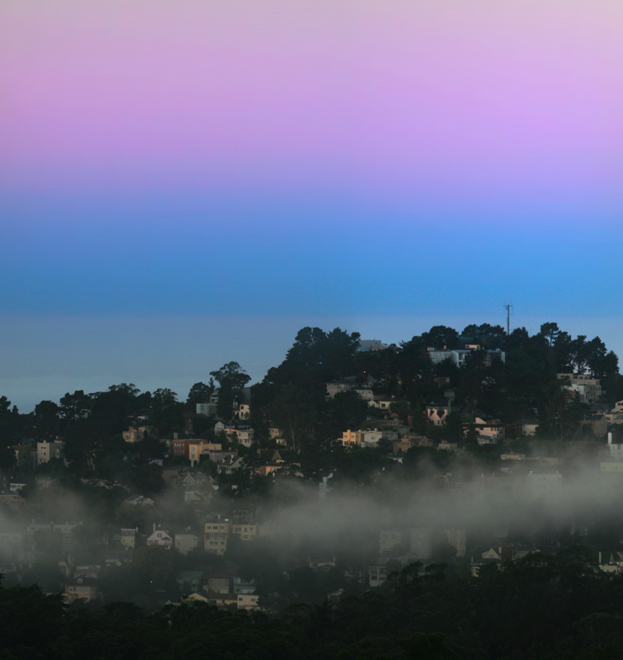
Ceinture de Vénus

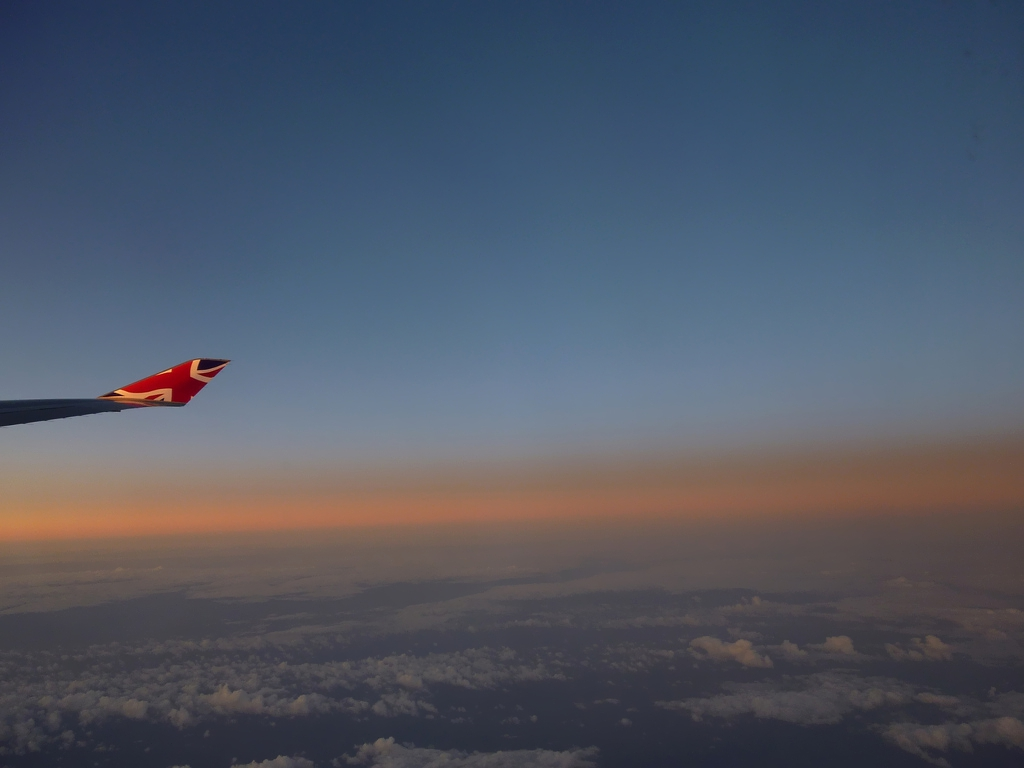
Ceinture de Vénus à 42000 pieds.

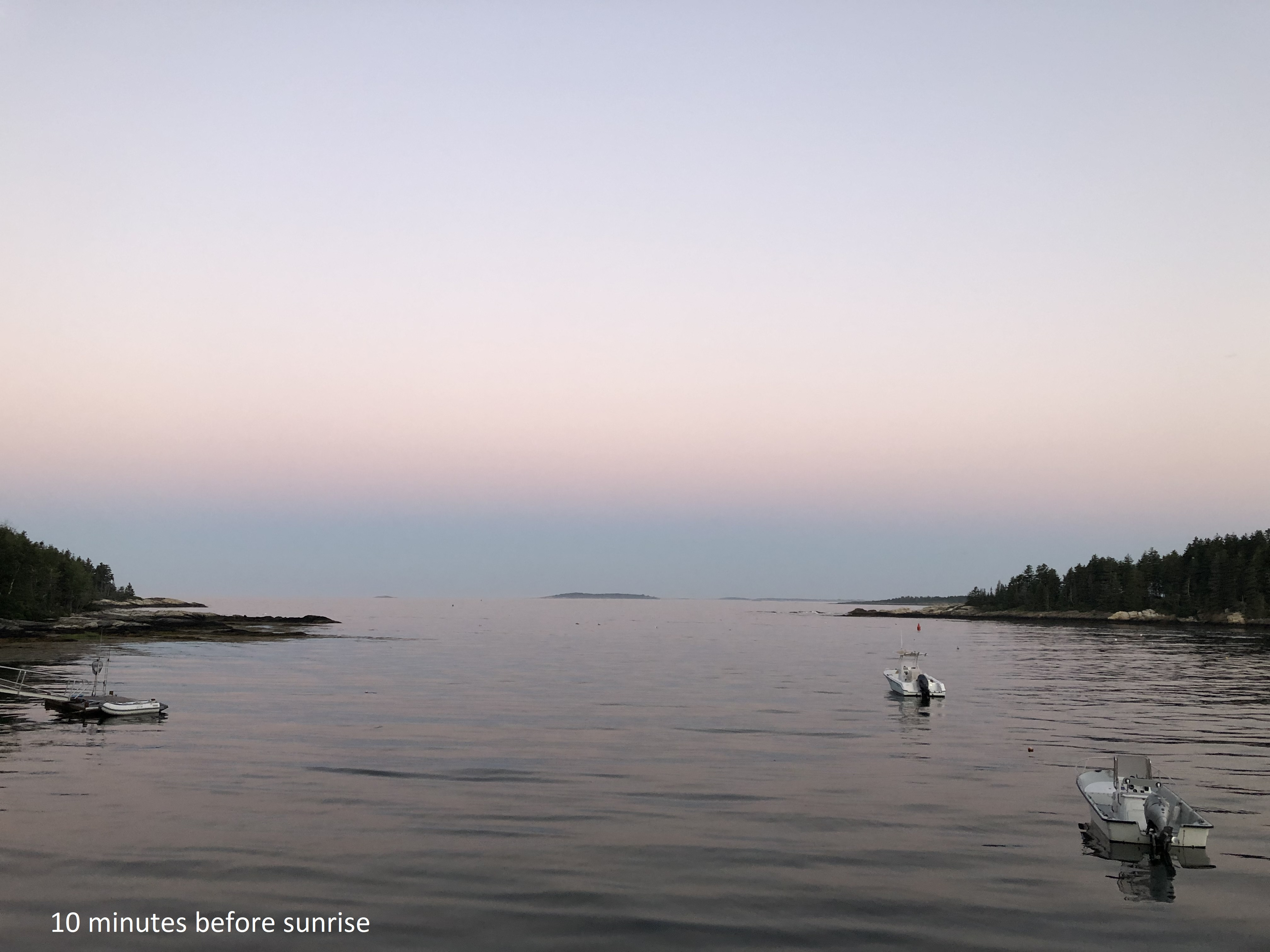
Ceinture de Venus, 10 minutes avant le lever du soleil.

Pour les articles homonymes, voir Ceinture de Vénus.
Ne doit pas être confondu avec Anneau de Vénus.
L'arche anticrépusculaire (ou ceinture de Vénus,) est une bande de ciel généralement rosée située à l'horizon et particulièrement visible à l'aube et au crépuscule. La couleur rosée qui est donnée à cette parcelle de ciel est due à une rétrodiffusion des ondes par l'atmosphère terrestre lors du lever et du coucher du Soleil. Un effet similaire peut être observé lors d'une éclipse solaire. 
L'arche anticrépusculaire s'étend de 10° à 20° au-dessus de l'horizon. Elle est séparée de ce dernier par une couche sombre, le segment sombre, qui est la projection de l'ombre de la Terre sur son atmosphère.

## Observation

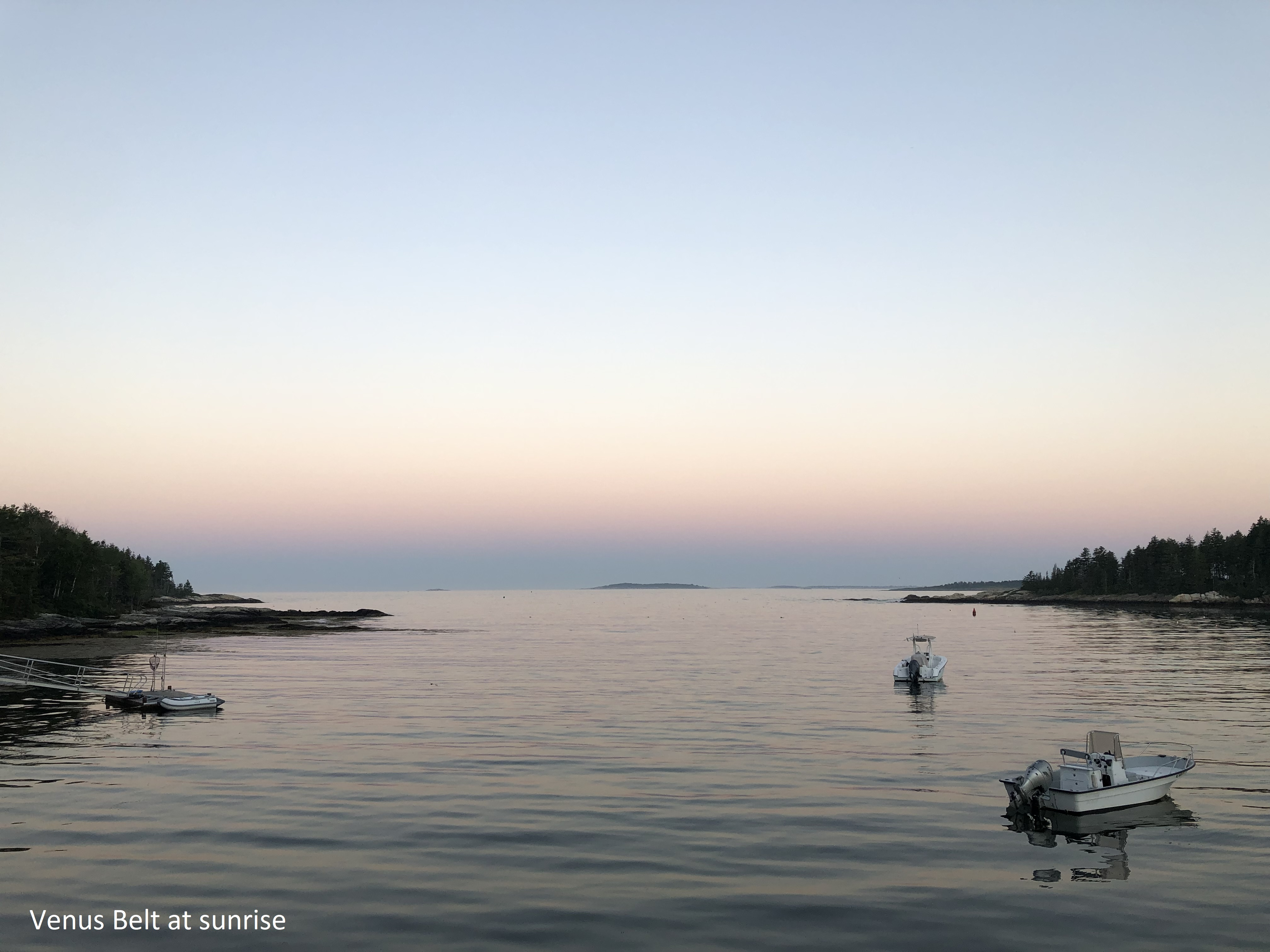
Ceinture de Vénus, au lever du soleil.

Ce phénomène s'observe un peu avant le lever du soleil et un peu après le coucher de celui-ci. Il nécessite un ciel clair et non obstrué. L'apparition de ce phénomène est due au fait que la lumière du Soleil traverse une plus grande couche d'atmosphère en raison de son angle d'incidence. Cette couche plus importante qu'au courant de la journée diffuse davantage le spectre de la lumière visible, au point où il ne reste que les grandes longueurs d'onde qui se situent dans le rouge.

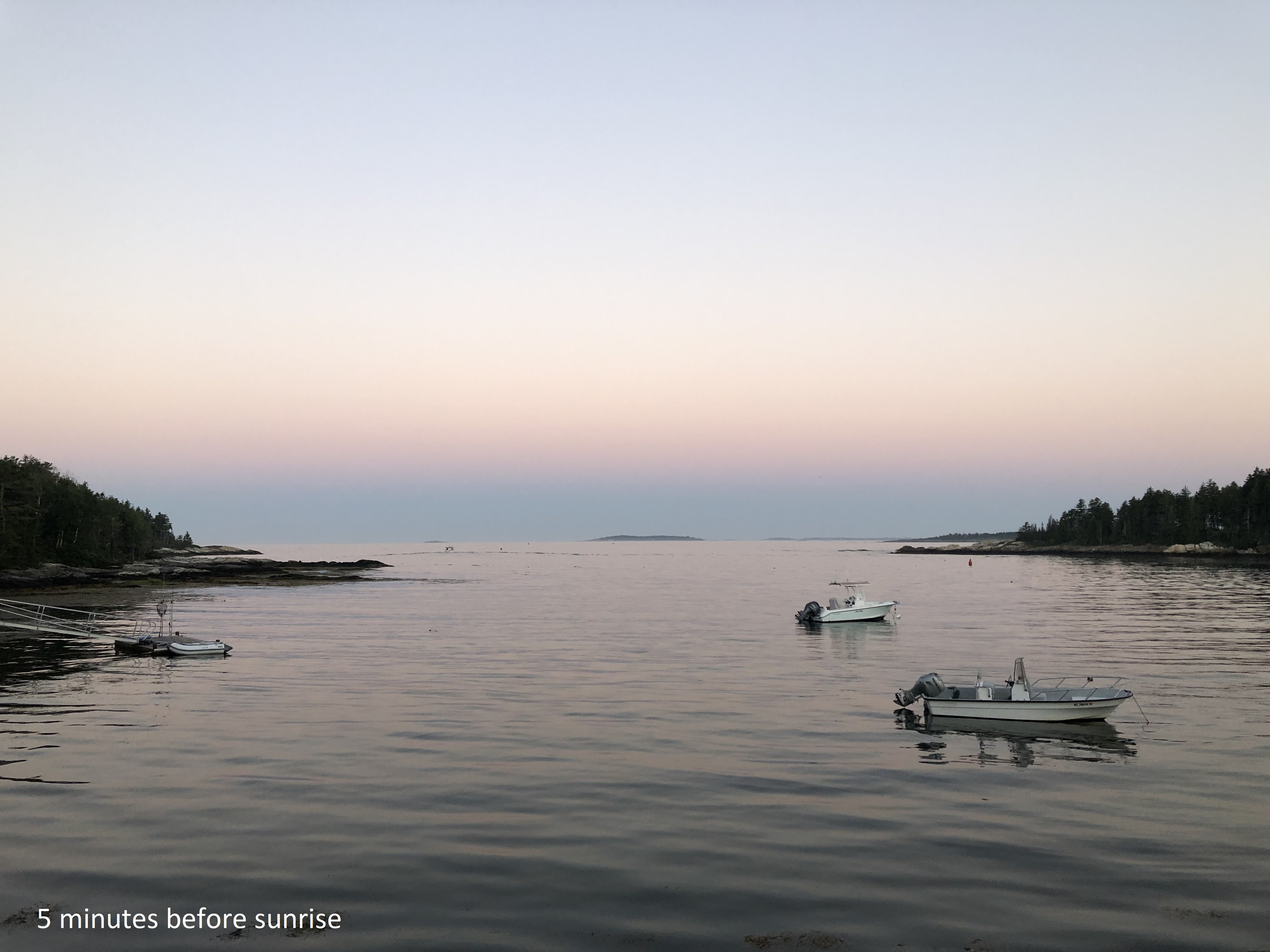
Ceinture de Vénus, 5 minutes avant le lever du soleil.